# 佐藤克則
佐藤 克則（さとう かつのり、1978年4月18日 - ）は、日本の映画監督、大学教員である。茨城県出身。

## 経歴
茨城県立牛久栄進高等学校卒業、日活芸術学院卒業、城西国際大学大学院ビジネスデザイン研究科修了。1998年に日活芸術学院に入学。映像編集を学ぶ。学院在学中より映像制作を開始。在学時に制作した『トオキーモノクロウム』が神奈川県映像コンクール入選。
2005年 SKIPシティ国際Dシネマ映画祭2005『しゃぼんだまとんだ』奨励賞受賞。
2007年 ndjc：若手映画作家育成プロジェクトに参加『trash words』監督
2011年 城西国際大学メディア学部助教に就任。
2018年 初長編監督作品『ライズ-ダルライザーTHE MOVIE』劇場公開
タイ国際映画祭「ベストプロダクションデザイン賞」
インドネシアCINEMA GRAND PRIX2019 top winner
2019年 The TOKYO 48 Hour Film Project 2019にて『赤い魚』が最優秀作品賞を受賞し、オランダ・ロッテルダムで開催されたFIlmpalooza2019で上映。
2022年 長編映画『30S』を脚本・監督。2023年に劇場公開される。

## 監督作品

### 長編映画
- ライズ-ダルライザーTHE MOVIE （2018年）
- ライズ-ダルライザー New Edition （2019年）
- 30S（2023年）

### ODS映像作品
- FLOGS（2008年 -Sony Livespire 全国劇場公開作品[7])
- 嵐になるまで待って（2009年 -Sony Livespire 全国劇場公開作品)
- 君の心臓の鼓動が聞こえる場所（2009年 -Sony Livespire 全国劇場公開作品)

### PV
- オレオレ詐欺　母と息子と言葉の物語（2013年）
- オレオレ詐欺　老人探偵くに彦（2014年）
- 乃木坂46 個人PV  佐藤楓「わたしのわたし」（2018年）
- 乃木坂46 個人PV  大園桃子「あねおとうと」（2018年）

### CM
- 埼玉県トラック協会 TV CM（2015年）
- リアル脱出ゲーム×HUNTER×HUNTER | ハンター試験からの脱出（2019年）

### 短編
- trash words（2007年 -ndjc 若手映画作家育成プロジェクト作品[8]）
- ジャパニーズセラピー（2007年 -DVD スイッチ!: 短編jpルーキーズ収録作品）
- ８月３２日（2009年 -日活芸術学院 映像演技 実習作品）
- リキッドさん（2009年 -日活芸術学院 映像演技 実習作品）
- ルサンチガン（2010年 -日活芸術学院 映像演技 実習作品）
- 夏の光（2010年 -日活芸術学院 映像演技 実習作品）
- 赤飯にはうってつけの日（2011年 -日活芸術学院 映像演技 実習作品）
- never dance（2011年 -日活芸術学院 映像演技 実習作品）
- 赤い魚（2019年 -The TOKYO 48 Hour Film Project 2019 出品作品）
- 幽霊探偵 マル＆カザン（2023年 -The TOKYO 48 Hour Film Project 2023 出品作品）

### 自主映画
- トオキーモノクロウム（1998年 -神奈川県映像コンクール入選）
- 田中の物語（2002年 -週刊モーニング　MANGA OPEN入選）
- ナナ（2003年 -TAMA NEW WAVE入選）
- しゃぼんだまとんだ（2004年 -SKIP国際Dシネマ映画祭・奨励賞受賞）
- ミルコとクロコとプー（2005年 -札幌国際短編映画祭・TSSショートムービーフェスティバル佳作受賞）